# Uniondale (Nova York)
Uniondale és una concentració de població designada pel cens dels Estats Units a l'estat de Nova York. Segons el cens del 2000 tenia 23.011 habitants.

## Demografia
Segons el cens del 2000, Uniondale tenia 23.011 habitants, 6.026 habitatges, i 4.826 famílies. La densitat de població era de 3.352,7 habitants per km².
Per edats la població es repartia de la següent manera: un 26,5% tenia menys de 18 anys, un 9,7% entre 18 i 24, un 29,3% entre 25 i 44, un 21,9% de 45 a 60 i un 12,6% 65 anys o més.
L'edat mediana era de 35 anys. Per cada 100 dones de 18 o més anys hi havia 85,5 homes.
La renda mediana per habitatge era de 61.410 $ i la renda mediana per família de 67.264 $. Els homes tenien una renda mediana de 32.417 $ mentre que les dones 31.169 $. La renda per capita de la població era de 19.069 $. Entorn del 6% de les famílies i el 8,8% de la població estaven per davall del llindar de pobresa.